# Maubeshaus
Maubeshaus ist ein aus einer Hofschaft hervorgegangener Wohnplatz im Solinger Stadtteil Ohligs. Bei Maubeshaus liegt das Klärwerk Ohligs des Bergisch-Rheinischen Wasserverbands (BRW). An der Hildener Straße südlich von Maubeshaus befand sich außerdem der 1901 eröffnete Schlachthof der Stadt Ohligs.:3

## Lage und Beschreibung
Der Ort liegt im unteren Lochbachtal im Nordwesten von Solingen-Ohligs nahe der Stadtgrenze zu Haan und Hilden. Die von Trotzhilden in nördliche Richtung verlaufende Grenzstraße bildet die Solinger Stadtgrenze bis zur Itter, die aus östlicher Richtung kommt. Bei Maubeshaus mündet der Lochbach in die Itter, die weiter über Hilden nach Düsseldorf fließt und dort in den Rhein mündet. Der einstige Hof befand sich etwa dort, wo die Maubeshauser Straße auf die Lübecker Straße trifft. Nördlich, auf der anderen Uferseite des Lochbachs, befindet sich die Kläranlage. Heute sind die umliegenden Straßen durch Wohnhäuser bebaut, es gibt kaum noch historische Bausubstanz. 
Benachbarte Orte sind bzw. waren (von Nord nach West): Laibach, Hahscheid (auf Haaner Stadtgebiet), Kuckesberg, Maubes, Schnittert, Keusenhof, Broßhaus, Kalstert, Molterkiste, Brabant (auf Solinger Stadtgebiet) sowie Trotzhilden und Steeg (auf Hildener Stadtgebiet).

## Etymologie
Hinter dem Ortsnamen verbirgt sich der Familienname Mobach.

## Geschichte
Der Ort wurde im Jahr 1755 das erste Mal als Mobachshaus erwähnt. Er gehörte zur Honschaft Schnittert innerhalb des Amtes Solingen. Die Topographische Aufnahme der Rheinlande von 1824 verzeichnet ihn als Maubeshaus, die Preußische Uraufnahme von 1844, offensichtlich abgekürzt, als Maubeshs. In der Topographischen Karte des Regierungsbezirks Düsseldorf von 1871 ist der Ort erneut abgekürzt als Maubesh. verzeichnet.
Nach Gründung der Mairien und späteren Bürgermeistereien Anfang des 19. Jahrhunderts gehörte Maubeshaus zur Bürgermeisterei Merscheid, die 1856 zur Stadt erhoben und im Jahre 1891 in Ohligs umbenannt wurde. Mit der Städtevereinigung zu Groß-Solingen im Jahre 1929 wurde Maubeshaus ein Ortsteil Solingens. 
1815/16 lebten 31, im Jahr 1830 32 Menschen im als Weiler bezeichneten Wohnplatz, der auch Maubachshaus genannt wurde. 1832 war der Ort weiterhin Teil der Honschaft Schnittert innerhalb der Bürgermeisterei Merscheid, dort lag er in der Flur III. Ohligs. Der nach der Statistik und Topographie des Regierungsbezirks Düsseldorf als Hofstadt kategorisierte Ort besaß zu dieser Zeit acht Wohnhäuser, vier landwirtschaftliche Gebäude und eine Fabrikationsstätte bzw. Mühle mit 44 Einwohnern, davon vier katholischen und 40 evangelischen Bekenntnisses. Die Gemeinde- und Gutbezirksstatistik der Rheinprovinz führt den Ort 1871 mit acht Wohnhäusern und 32 Einwohnern auf. Im Gemeindelexikon für die Provinz Rheinland von 1888 werden 20 Wohnhäuser mit 134 Einwohnern angegeben.
Im Jahre 1901 eröffnete die zu wirtschaftlicher Stärke gekommene Stadt Ohligs einen eigenen Schlachthof an der Hildener Straße südlich von Maubeshaus.:3 Das Verwaltungsgebäude, ein zweigeschossiger Bau mit repräsentativer Stuckfassade und seitlichem Turm, ist noch vorhanden und steht seit 6. Januar 1987 unter Denkmalschutz. Als eine von heute 22 Kläranlagen des BRW entstand nach Ende des Zweiten Weltkriegs das Klärwerk Ohligs. Es wurde unter anderem auf der Fläche des ehemaligen Maubeshauser Kottens am Lochbach errichtet. Ein 68 Millionen DM teurer Neubau des Klärwerks konnte am 22. August 1997 eingeweiht werden. Seit der letzten Modernisierung des Klärwerks bis 2010 wird dort in einem eigenen Blockheizkraftwerk Strom erzeugt.